# 格林利夫 (愛達荷州)
格林利夫（英語：Greenleaf）是一個位於美國愛達荷州坎寧縣的城市。

## 地理
格林利夫的座標為43°40′16″N 116°48′59″W / 43.67111°N 116.81639°W，而該地的平均海拔高度為735米（即2411英尺）。

## 人口
根據2010年美國人口普查的數據，格林利夫的面積為2.00平方千米，當中陸地面積為2.00平方千米，而水域面積為0.00平方千米。當地共有人口846人，而人口密度為每平方千米423人。